# Gran Premio motociclistico di Francia 1954
Il Gran Premio motociclistico di Francia fu il primo appuntamento del motomondiale 1954.
Si svolse il 30 maggio 1954 presso il circuito di Reims, e corsero le classi 250, 350 e 500.
La gara della mezzo litro fu disertata da quasi tutte le Case, che intendevano prepararsi per il TT, e solo la Gilera si presentò in forma ufficiale. Geoff Duke dominò la gara prima di rompere il motore, lasciando la vittoria a Pierre Monneret. Il francese vinse anche la gara della 350, divenendo così il primo transalpino vincitore di un GP.
In 250 la gara fu dominata dalle NSU Rennmax bicilindriche bialbero, davanti a una muta di piloti privati.

## Classe 500

### Arrivati al traguardo
| Pos. | Pilota          | Moto   | Tempo        | Punti |
| ---- | --------------- | ------ | ------------ | ----- |
| 1    | Pierre Monneret | Gilera | 1h 25' 29" 5 | 8     |
| 2    | Alfredo Milani  | Gilera | +16" 5       | 6     |
| 3    | Jacques Collot  | Norton | +2 giri      | 4     |
| 4    | Luigi Taveri    | Norton | +2 giri      | 3     |
| 5    | Bob Matthews    | Norton | +3 giri      | 2     |
| 6    | Cyril Julian    | Norton | +3 giri      | 1     |
| 7    | Pierre Cherrier | Norton | +4 giri      |       |
| 8    | Barry Stormont  | BSA    | +4 giri      |       |
| 9    | Roland Gauch    | AJS    | +6 giri      |       |
| 10   | Bruno Böhrer    | Horex  | +6 giri      |       |
| 11   | Barry Haynes    | BSA    | +6 giri      |       |
| 12   | Geoff Duke      | Gilera | +7 giri      |       |

### Ritirati
| Pilota            | Moto      | Motivo ritiro |
| ----------------- | --------- | ------------- |
| Firmin Dauwe      | Norton    |               |
| Robin Fitton      | Velocette |               |
| Roy Godwin        | Norton    |               |
| William Hall      | Norton    |               |
| Jean-Pierre Bayle | Norton    |               |
| Brian Duffy       | Norton    |               |
| Alfredo Flores    | Norton    |               |
| Hans Haldemann    | Norton    |               |
| Reg Armstrong     | Gilera    |               |
| Charles Bruguière | AJS       |               |
| Rally Dean        | Norton    |               |
| Francis Flahout   | BMW       |               |
| Auguste Goffin    | Norton    |               |

## Classe 350
24 piloti alla partenza.

### Arrivati al traguardo
| Pos. | Pilota            | Moto      | Tempo        | Punti |
| ---- | ----------------- | --------- | ------------ | ----- |
| 1    | Pierre Monneret   | AJS       | 1h 17' 40" 7 | 8     |
| 2    | Auguste Goffin    | Norton    | +22" 5       | 6     |
| 3    | Bob Matthews      | Velocette | +23" 5       | 4     |
| 4    | Jacques Collot    | Norton    | +2' 31" 8    | 3     |
| 5    | Barry Stormont    | BSA       | +3' 17" 8    | 2     |
| 6    | Firmin Dauwe      | Norton    | +1 giro      | 1     |
| 7    | Bill Hall         | Norton    | +1 giro      |       |
| 8    | Robin Fitton      | AJS       | +1 giro      |       |
| 9    | Brian Duffy       | Velocette | +1 giro      |       |
| 10   | Jacques Insermini | Norton    | +1 giro      |       |
| 11   | Whelan            | AJS       | +2 giri      |       |
| 12   | Haynes            | AJS       | +2 giri      |       |
| 13   | Wood              | Norton    | +3 giri      |       |
| 14   | Brugner           | AJS       | +5 giri      |       |

## Classe 250
20 piloti alla partenza.

### Arrivati al traguardo
| Pos | Pilota              | Moto       | Tempo     | Punti |
| --- | ------------------- | ---------- | --------- | ----- |
| 1   | Werner Haas         | NSU        | 55' 06" 7 | 8     |
| 2   | Hermann Paul Müller | NSU        | +0" 3     | 6     |
| 3   | Rupert Hollaus      | NSU        | +34" 8    | 4     |
| 4   | Hans Baltisberger   | NSU        | +1' 57" 5 | 3     |
| 5   | Tommy Wood          | Moto Guzzi | +2 giri   | 2     |
| 6   | Lanfranco Baviera   | Moto Guzzi | +3 giri   | 1     |
| 7   | Pierre Collignon    | Moto Guzzi | +3 giri   |       |
| 8   | Jean-Pierre Bayle   | Moto Guzzi | +3 giri   |       |
| 9   | Rudi Meier          | Adler      | +3 giri   |       |
| 10  | Hubert Luttenberger | Adler      | +3 giri   |       |
| 11  | Réné Guerin         | Moto Guzzi | +4 giri   |       |

## Fonti e bibliografia
- Al Gran Premio di Francia a Reims 1° Monneret, 2° Milani su Gilera 500, in Corriere dello Sport, 31 maggio 1954,  p. 10. URL consultato il 15 febbraio 2022.
- Risultati della 500 su autosport.com, su autosport.com.